# Anabela
Anabela je ženské křestní jméno latinského původu. Vykládá se buď jako spojení jmen Anna a Bela s významem „krásná Anna“, nebo jako spojení jmen Anna a Sibyla. Také může být odvozeno od latinského slova amabilis a pak se vykládá jako „hodná lásky, milá, líbezná“. Za jeho odvozeninu bývá někdy považováno jméno Arabela. Další variantou je Anabel i Mabel.
Podle slovenského kalendáře má svátek 20. srpna.

## Domácké podoby
Ana, Anabelka, Bela

## Anabel v jiných jazycích
- Slovensky: Anabela
- Německy, maďarsky, italsky: Annabella
- Španělsky: Anabel
- Anglicky: Annabella nebo Amabel

## Známé nositelky jména
- Annabella Sciorra – americká herečka
- Anabel Bakala, dcera modelky Michaely Maláčové-Bakaly
- Anabel Brzobohatá, dcera zpěvačky Katky Brzobohaté